# Eulasia montana
Eulasia montana är en skalbaggsart som beskrevs av Edmund Reitter 1890. Eulasia montana ingår i släktet Eulasia och familjen Glaphyridae. Inga underarter finns listade i Catalogue of Life.